# Všeobecná deklarace lidských práv
Všeobecná deklarace lidských práv (anglicky zkráceno UDHR) je mezinárodní dokument přijatý Valným shromážděním Organizace spojených národů, který zakotvuje práva a svobody všech lidských bytostí. Její znění navrhl výbor OSN, kterému předsedala Eleanor Rooseveltová, a návrh byl přijat Valným shromážděním jako usnesení číslo 217 během jeho třetího zasedání dne 10. prosince 1948 v Palais de Chaillot v Paříži ve Francii. Z tehdejších 58 členů Organizace spojených národů jich 48 hlasovalo pro, nikdo nebyl proti, osm se zdrželo hlasování a dva nehlasovali.
Deklarace, která je základním textem v dějinách lidských a občanských práv, sestává z 30 článků, které podrobně popisují „základní práva a základní svobody“ jednotlivce a potvrzují jejich univerzální charakter jako neodmyslitelný, nezcizitelný a aplikovatelný na všechny lidské bytosti. Deklarace byla přijata jako „společný standard úspěchu pro všechny lidi a všechny národy“, zavazuje státy, aby uznaly všechny lidi jako „narozené svobodné a rovné v důstojnosti a právech“ bez ohledu na „národnost, místo bydliště, pohlaví, národnostní nebo etnický původ“.
Deklarace je považována za milníkový dokument pro svůj univerzalistický jazyk, který neodkazuje na konkrétní kulturu, politický systém nebo náboženství. Přímo inspirovala vývoj mezinárodního práva v oblasti lidských práv a byla prvním krokem ve formulaci Mezinárodní listiny lidských práv, která byla dokončena v roce 1966 a vstoupila v platnost v roce 1976. Ačkoli není právně závazná, obsah Deklarace byl rozpracován a začleněn do následných mezinárodních smluv, regionálních nástrojů pro lidská práva a národních ústav a právních kodexů.
Všech 193 členských států Organizace spojených národů ratifikovalo alespoň jednu z devíti závazných smluv ovlivněných Deklarací, přičemž naprostá většina ratifikovala čtyři nebo více. I když panuje široká shoda v tom, že samotná deklarace je nezávazná a není součástí mezinárodního obyčejového práva, panuje také shoda, že mnohá z jejích ustanovení jsou závazná a přešla do obyčejového práva. Všeobecná deklarace lidských práv nicméně ovlivnila právní, politický a společenský vývoj na globální i národní úrovni, přičemž její význam částečně dokládá jejích 530 překladů.

## Struktura a obsah
Základní struktura Všeobecné deklarace byla ovlivněna Kodexem Napoleona, včetně preambule a úvodních obecných zásad. Jeho konečná struktura se zformovala ve druhém návrhu, který připravil francouzský právník René Cassin, který pracoval na prvním návrhu vypracovaném kanadským právním vědcem Johnem Petersem Humphreyem.
Prohlášení se skládá z následujícího:
- Preambule uvádí historické a společenské příčiny, které vedly k nutnosti sepsání Deklarace.
- Články 1–2 stanoví základní pojmy důstojnosti, svobody a rovnosti.
- Články 3–5 stanoví další individuální práva, jako je právo na život a zákaz otroctví a mučení.
- Články 6–11 odkazují na základní zákonnost lidských práv s uvedením konkrétních opravných prostředků na jejich obranu v případě jejich porušení.
- Články 12–17 stanoví práva jednotlivce vůči společnosti, včetně svobody pohybu a pobytu v rámci každého státu, práva na vlastnictví a práva na státní příslušnost.
- Články 18–21 schvalují takzvané „ústavní svobody“ a duchovní, veřejné a politické svobody, jako je svoboda myšlení, názoru, projevu, náboženství a svědomí, slova, pokojné sdružování jednotlivce a přijímání a předávání informací a nápady prostřednictvím jakýchkoli médií.
- Články 22–27 schvalují ekonomická, sociální a kulturní práva jednotlivce, včetně zdravotní péče. Prosazuje rozsáhlé právo na přiměřenou životní úroveň a zvláště zmiňuje péči věnovanou těm v mateřství nebo dětství.
- Články 28–30 stanoví obecné prostředky výkonu těchto práv, oblasti, ve kterých nelze práva jednotlivce uplatnit, povinnost jednotlivce vůči společnosti a zákaz užívání práv v rozporu s cíli Organizace spojených národů.

Cassin přirovnal deklaraci k řeckému chrámu se základem, schody, čtyřmi sloupy a štítem. Články 1 a 2 – se svými zásadami důstojnosti, svobody, rovnosti a bratrství – sloužily jako základní kameny. Sedm odstavců preambule, vysvětlujících důvody Deklarace, představuje kroky vedoucí k chrámu. Hlavní část Deklarace tvoří čtyři sloupy. První sloup (články 3–11) představuje práva jednotlivce, jako je právo na život a zákaz otroctví. Druhý sloup (články 12–17) představuje práva jednotlivce v občanské a politické společnosti. Třetí sloup (články 18–21) se zabývá duchovními, veřejnými a politickými svobodami, jako je svoboda náboženského vyznání a svoboda sdružování. Čtvrtý sloup (články 22–27) stanoví sociální, ekonomická a kulturní práva. A konečně poslední tři články poskytují štít, který spojuje strukturu dohromady, protože zdůrazňují vzájemné povinnosti každého jednotlivce vůči sobě navzájem a vůči společnosti.

## Historie

### Pozadí
Během druhé světové války spojenci – formálně známí jako Spojené národy – přijali jako základní válečné cíle čtyři svobody: svobodu projevu, svobodu vyznání, svobodu od strachu a svobodu od nouze. Ke konci války byla projednána, sepsána a ratifikována Charta Spojených národů, aby znovu potvrdila „víru v základní lidská práva a důstojnost a hodnotu lidské osoby“ a zavázala všechny členské státy k prosazování „všeobecného respektu a dodržování lidských práv a základních svobod pro všechny bez rozdílu rasy, pohlaví, jazyka nebo náboženství.“ Když se po válce plně projevila zvěrstva páchaná nacistickým Německem, konsensus ve světovém společenství byl takový, že Charta OSN dostatečně nedefinovala práva, na která se odvolávala.

### Návrhová komise
V červnu 1946 vytvořila Hospodářská a sociální rada (ECOSOC) – hlavní orgán nově založené Organizace spojených národů, který je odpovědný za prosazování lidských práv, Komisi pro lidská práva (CHR) – stálý orgán v rámci Organizace spojených národů, který byl pověřen s přípravou toho, co bylo původně koncipováno jako mezinárodní listina práv. Mělo 18 členů z různých národních, náboženských a politických prostředí, aby reprezentovalo lidstvo. V únoru 1947 Komise zřídila zvláštní výbor pro návrh Všeobecné deklarace lidských práv, kterému předsedala Eleanor Rooseveltová ze Spojených států, aby sepsal články deklarace. Rooseveltová byla ve své pozici klíčem k úsilí USA povzbudit Valné shromáždění k přijetí Všeobecné deklarace lidských práv. Výbor se sešel na dvou zasedáních v průběhu dvou let.
Kanaďan John Peters Humphrey, nově jmenovaný ředitel divize pro lidská práva v rámci sekretariátu OSN, byl povolán generálním tajemníkem OSN, aby pracoval na projektu a stal se hlavním tvůrcem Deklarace. Mezi další významné členy návrhové komise patřili místopředseda P. C. Chang z Čínské republiky, René Cassin z Francie a zpravodaj jejího výboru Charles Malik z Libanonu. Měsíc po svém vytvoření byl návrhový výbor rozšířen o zástupce Austrálie, Chile, Francie, Sovětského svazu a Spojeného království, kromě inauguračních členů z Číny, Francie, Libanonu a Spojených států.
V květnu 1948, zhruba rok po svém vzniku, se návrhový výbor sešel na svém druhém a posledním zasedání, kde se zabýval připomínkami a návrhy členských států a mezinárodních orgánů, zejména Konference OSN o svobodě informací, která se konala před březen a duben; Komise pro postavení žen, orgán v rámci ECOSOC, který informoval o stavu práv žen ve světě; a Devátá mezinárodní konference amerických států, která se konala v Bogotě v Kolumbii od března do května 1948 a která přijala Americkou deklaraci práv a povinností člověka se sídlem v Jižní Americe, první obecný mezinárodní nástroj lidských práv na světě. Zúčastnili se také delegáti a konzultanti z několika orgánů Organizace spojených národů, mezinárodních organizací a nevládních organizací a předložili návrhy. Rovněž se doufalo, že by mohla být vypracována Mezinárodní listina lidských práv s právní platností a předložena k přijetí spolu s deklarací.

### Konečný návrh
Po skončení zasedání dne 21. května 1948 předložil výbor Komisi pro lidská práva přepracovaný text „Mezinárodní deklarace lidských práv“ a „Mezinárodního paktu lidských práv“, které by společně tvořily Mezinárodní listinu práv. Přepracovaná deklarace byla dále přezkoumána a projednána Komisí pro lidská práva na jejím třetím zasedání v Ženevě ve dnech 21. května až 18. června 1948. Takzvaný „ženevský text“ byl rozeslán mezi členské státy a podléhal několika navrhovaným změnám; například Hansa Mehta z Indie zejména navrhl, aby Deklarace uváděla, že „všichni lidé jsou stvořeni sobě rovni“, namísto „všichni muži jsou stvořeni sobě rovni“, aby lépe odrážela rovnost pohlaví.
Charles Theodore Te Water z Jižní Afriky velmi tvrdě bojoval za odstranění slova důstojnost z deklarace s tím, že „důstojnost nemá žádný univerzální standard a že to není ‚právo‘“. Te Water věřil – správně, jak se ukázalo –, že zařazení lidské důstojnosti mezi lidské právo by vedlo ke kritice systému apartheidu, který právě zavedla nová vláda Národní strany Jižní Afriky.
Malik v reakci uvedl, že premiér Jan Smuts z Jihoafrické republiky sehrál důležitou roli při přípravě Charty OSN v roce 1945 a byl to právě Smuts, kdo do Charty vložil slovo důstojnost jako lidské právo. Přes úsilí te Water bylo slovo důstojnost zahrnuto do deklarace jako lidské právo.

### Odsouhlasení
Hlasováním dvanácti pro, nikdo nebyl proti a čtyři se zdrželi hlasování, CHR schválila navrhovanou deklaraci, ačkoli nebyla schopna prozkoumat obsah a implementaci navrhovaného Paktu. Komise předala schválený text Deklarace i Paktu Hospodářské a sociální radě k přezkoumání a schválení na jejím sedmém zasedání v červenci a srpnu 1948. Rada přijala rezoluci 151(VII) ze dne 26. srpna 1948, která předává návrh Mezinárodní deklarace lidských práv Valnému shromáždění OSN.
Třetí výbor Valného shromáždění, který se sešel od 30. září do 7. prosince 1948 během třetího zasedání Valného shromáždění Organizace spojených národů, uspořádal 81 jednání týkajících se návrhu Deklarace, včetně projednání a vyřešení 168 návrhů na změny členských států OSN. Na svém 178. zasedání dne 6. prosince přijal Třetí výbor deklaraci 29 hlasy pro, nikdo nebyl proti a sedm členů se zdrželo hlasování. Dokument byl následně předložen širšímu valnému shromáždění k projednání ve dnech 9. a 10. prosince 1948.

### Přijetí
Všeobecnou deklaraci přijalo Valné shromáždění jako rezoluci OSN A/RES/217(III)[A] dne 10. prosince 1948 v Palais de Chaillot v Paříži. Z tehdejších 58 členů Organizace spojených národů 48 hlasovalo pro, nikdo proti, osm se zdrželo hlasování a Honduras a Jemen nehlasovaly nebo se zdržely hlasování.
Eleanor Rooseveltové se připisuje zásluha za shromažďování podpory pro přijetí Deklarace, a to jak ve svých rodných USA, tak po celém světě, díky své schopnosti oslovit různé a často protichůdné politické bloky.